# Botanitsjeski Sad (station MTsK)
Botanitsjeski Sad (Russisch: Ботанический сад) is een station aan de tweede ringlijn in de Russische hoofdstad Moskou. Het station is in 2015 nieuw gebouwd aan het westelijke uiteinde van het emplacement van Rostokino. Station Rostokino ligt ongunstig ten opzichte van de metrolijnen en door de bouw van Botanitsjeskaja is een optimale aansluiting op de metro gerealiseerd. De reizigers hebben vanaf de perrons rechtstreeks toegang tot het metrostation Botanitsjeski Sad en omgekeerd.